# École nationale supérieure du pétrole et des moteurs
École nationale supérieure du pétrole et des moteurs – francuska politechnika w Rueil-Malmaison, niedaleko Paryża, zaliczająca się do Grandes écoles.
Uczelnia została założona w 1954. Szkoła oferuje kursy magisterskie i doktoranckie dla młodych inżynierów oraz specjalistów w dziedzinie energetyki i transportu.
Szkoła kształci inżynierów w 4 obszarach:
- Silniki i zrównoważona mobilność
- Oszczędność energii i zarządzanie energią
- Procesy energetyczne i procesy chemiczne
- Zasoby geologiczne i energia.

## Słynni absolwenci
- André Giraud, francuski polityk, inżynier i urzędnik państwowy
- Bruno Itoua, kongijski polityk, kilkukrotny minister